# Glinda of Oz
Glinda of Oz é o décimo-quarto e último livro sobre a Terra de Oz escrito por L. Frank Baum, publicado postumamente em 10 de julho de 1920. Como a maioria dos livros sobre Oz, a trama apresenta uma jornada através de algumas regiões remotas do continente, embora neste caso a jornada seja duplicada: Dorothy e Ozma viajam para deter uma guerra entre os Flatheads e Skeezers; depois, Glinda e uma legião de amigos de Dorothy juntam-se para resgatá-las.
O livro foi dedicado ao segundo filho de Baum, Robert Stanton Baum.